# Estação Rocafort

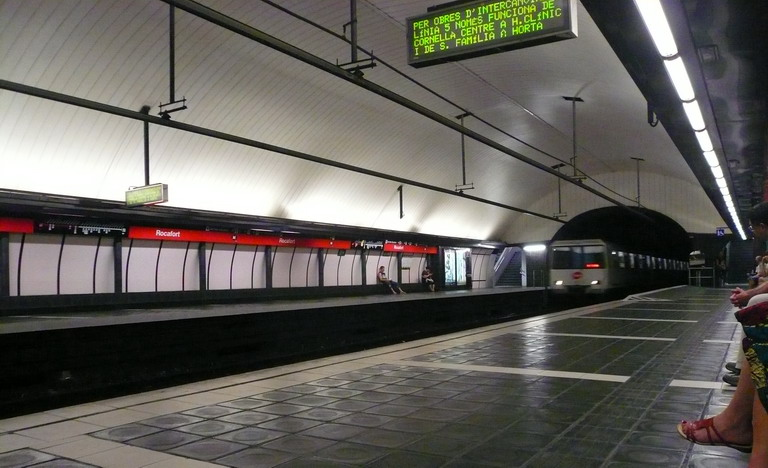
Estação Hostafrancs em 2008.

Rocafort anteriormente identificada como Rocafor é uma estação da Linha 1 do Metro de Barcelona. Entrou em funcionamento em 1926.